# Kim Gwi-hyeon
Đây là một tên người Triều Tiên, họ là Kim.
 Kim Gwi-hyeon  (tiếng Hàn: 김귀현; sinh ngày 4 tháng 1 năm 1990) là một cầu thủ bóng đá người Hàn Quốc.
Anh là thành viên của học viện Club Atlético Vélez Sársfield academy, và thi đấu cho đội bóng tại Giải bóng đá ngoại hạng Argentina Club Atlético Vélez Sársfield.